# Matias Faldbakken
Matias Faldbakken (* 20. November 1973 in Hobro in Dänemark) ist ein norwegischer Schriftsteller und bildender Künstler. Er lebt und arbeitet in Oslo.

## Leben und Werk

### Künstler
Matias Faldbakken ist Sohn des Schriftstellers Knut Faldbakken sowie der bildenden Künstlerin Gro Skåltveit. Er ist der Bruder des norwegischen Filmregisseurs Stefan Faldbakken. Matias Faldbakken wuchs in Hamar in Norwegen auf.
1994 bis 1998 studierte Faldbakken an der Vestlandets Kunstakademi i Bergen (National Academy of Fine Arts in Bergen). 1996 bis 1997 studierte er bei Thomas Bayrle an der Staatlichen Hochschule für Bildende Künste - Städelschule in Frankfurt am Main.
In den folgenden Jahren arbeitete Faldbakken mit unterschiedlichsten Darstellungsformen und Techniken. Von Fotografie- und Videoprojekten über Installationen bis hin zur Wandmalerei reichen seine Arbeiten, die weltweit in Ausstellungen zu finden sind. Viele Arbeiten, Projekte und Ausstellungen realisiert Faldbakken bis heute zusammen mit dem in den USA lebenden, norwegischen Gegenwartskünstler Gardar Eide Einarsson. 1998 gründete Faldbakken mit Einarsson das Bergen Museum for Samtidskunst (Bergen Museum für Gegenwartskunst). Im Jahr 2000 war Faldbakken Co-Kurator der Osloer Kunsthalle. 2002 bis 2004 war er zusammen mit Einarsson Schriftleiter des Forum for samtidskunst (Zeitschrift für Gegenwartskunst) des Unge Kunstneres Samfund (Zusammenschluss junger Künstler in Norwegen).
2010 stellte Faldbakken in der Kunsthalle Fridericianum in Kassel seine Serie garbage bag drawings in Zusammenarbeit mit Anders Nordby aus. Der Titel lautete That Death of which One does not die.

### Autor
Sein Debüt als Autor hatte Faldbakken im Jahr 2001 mit der Veröffentlichung seines Romans The Cocka Hola Company (auf Deutsch im Jahr 2005 erschienen). Ein Jahr darauf folgte bereits sein zweiter Roman Macht und Rebel (auf Deutsch 2005). Beide Romane sind Teil Faldbakkens Skandinavischer Misanthropie, die mit dem Roman Unfun (auf Deutsch 2009) als Trilogie ihren Abschluss fand. Alle drei Romane wurden in Norwegen unter Faldbakkens Pseudonym Abo Rasul (übersetzt: Vater Arschloch) veröffentlicht.
Die kürzeren Texte der folgenden Jahre, die wieder unter seinem bürgerlichen Namen Matias Faldbakken veröffentlicht wurden, sind im Jahr 2005 als Snort Stories herausgegeben worden und liegen noch nicht in einer deutschen Übersetzung vor. Sie basieren auf früheren Texten, die in Zeitungen, Zeitschriften und Büchern publiziert wurden und beschäftigen sich mit der Grauzone zwischen Literatur, Kunst und Dokumentation.
Seit seinem Debüt als Autor gilt Faldbakken als einer der bedeutendsten Schriftsteller und Gegenwartskünstler Skandinaviens. Er vertrat Norwegen bei der 51. Biennale 2005 in Venedig.
Bühnenfassungen von The Cocka Hola Company und Macht und Rebel wurden an den Münchner Kammerspielen (2006 deutsche Erstaufführung (DEA) von Macht und Rebel), an der Berliner Volksbühne (2007 Macht und Rebel) und am Staatstheater Stuttgart (2008 DEA von The Cocka Hola Company) aufgeführt. In Österreich brachten das Wiener Theater WERK X bzw. dessen Vorgängerbühnen Dramatisierungen von The Cocka Hola Company (2008, Drama X), Unfun (2011, Garage X) und Macht und Rebel (2017, WERK X) auf die Bühne.
Im Jahr 2006 legte Faldbakken seine Aktualisierung des Henrik Ibsen Klassikers Nora oder Ein Puppenheim unter dem Titel Kaldt produkt. Et dukkehjem på nytt vor. Bereits im Jahr 2007 erfährt diese Adaption Faldbakkens am Torshovteateret des Nationaltheaters Oslo ihre Uraufführung. Die deutsche Erstaufführung folgte im Jahr 2008 am Schauspielhaus des Staatstheaters Stuttgart unter dem Titel Noras Baby.

## Werke
- The Cocka Hola Company. Skandinavische Misanthropie. Aus dem Norwegischen von Hinrich Schmidt-Henkel. Roman, Blumenbar, München 2003, ISBN 978-3-936738-03-2
  - als Taschenbuch: The Cocka Hola Company. Heyne, München 2005, ISBN 978-3-453-40052-8
  - als Hörbuch: The Cocka Hola Company. 2 Audio-CDs, Random House Audio, München 2005, ISBN 978-3-86604-044-1
- Macht und Rebel. Skandinavische Misanthropie II. Aus dem Norwegischen von Hinrich Schmidt-Henkel. Roman, Blumenbar, München 2005, ISBN 978-3-936738-16-2
  - als Taschenbuch: Macht und Rebel. Heyne, München 2007, ISBN 978-3-453-67520-9
- Snort Stories. Cappelen, Oslo 2005, ISBN 82-02-25031-5
- Kaldt produkt. Et dukkehjem på nytt. Kagge, Oslo 2006, ISBN 82-489-0581-0
  - Kaltes Produkt. Aus dem Norwegischen von Hinrich Schmidt-Henkel. Hartmann & Stauffacher, Köln 2008 (Manuskriptpublikation)
- Unfun. Aus dem Norwegischen von Max Stadler. Roman, Blumenbar, München 2009, ISBN 978-3-936738-51-3
- The Hills, Forlaget Oktober, Oslo 2017.
  - The Hills, Roman. Aus dem Norwegischen von Maximilian Stadler, Heyne Encore, München 2018, 238 S., ISBN 978-3-453-27190-6.[4]

## Preise
- 2002 erhielt Faldbakken für The Cocka Hola Company ein Bjørnsonstipendet (Bjørnson-Preis für Literatur).
- 2018 wurde The Hills nominiert für den norwegischen Brageprisen.